# Стара ратуша (Табор)
Стара ратуша (чеськ. Stará radnice) — розташована в місті Табор, Південночеський край. Є однією з найбільш значних архітектурних пам'яток пізнього готичного стилю в Чехії. 

## Історія
Ратуша була споруджена на початку XVI століття за проектом архітектора Венделя Роскопфа. Будівництво було закінчено у 1521 році. 
У другій половині XVIII століття італієць Антоніо ді Алфієрі перебудував ратушу в стиль бароко, внісши значні зміни в декор фасадів. У 1878 році будівлі повернули історичні риси. Архітектор Джозеф Ніклас відтворив пізньоготичний вигляд будівлі за старовинними кресленнями та зображенями.

## Архітектура
Стара ратуша Табору має чотири крила. Великий зал оформлено колонами та арками, а також скульптурами відомих жителів міста — Прокопа Голішова та Яна Жижки. Прямокутну вежу прикрашає годинник без хвилинної стрілки.
З 1962 року ратуша входить в число національних культурних пам'яток Чехії.

## Музей
Зараз в будівлі ратуші знаходиться Гуситський музей. З 1947 року для відвідувачів відкритий вхід у середньовічні підземелля. У ратуші періодично проходять різні культурні заходи.